# 武曾任
武曾任（?—?），浙江省杭州府錢塘縣人，清朝政治人物、同進士出身。
光緒二十九年（1903年），参加光緒癸卯科殿試，登進士三甲第100名。同年閏五月，著交吏部掣签分发各省，以知县即用。